# Томиновац
Томиновац је насељено место у саставу града Кутјева, у западној Славонији, Република Хрватска.

## Историја
До нове територијалне организације налазило се у саставу бивше велике општине Славонска Пожега.

## Становништво
На попису становништва 2011. године, Томиновац је имао 164 становника.
| Националност       | 1991.        |
| Хрвати             | 144 (73,84%) |
| Срби               | 17 (8,71%)   |
| Југословени        | 5 (2,56%)    |
| остали и непознато | 29 (14,87%)  |
| Укупно             | 195          |